# Columba livia domestica
Il piccione domestico (nome scientifico Columba livia domestica) è una varietà dei Columbidae che deriva dal piccione selvatico, il primo uccello che sia mai stato addomesticato.

## Addomesticamento
L'addomesticamento dei piccioni più di 5000 anni fa è attestato sia dalle tavolette cuneiformi della Mesopotamia sia dai geroglifici egizi. Gli studiosi ipotizzano che i primi addomesticamenti risalgano a 10.000 anni fa.
Il piccione domestico è stato usato per la consegna di posta e per la fotografia aerea.

## Allevamento

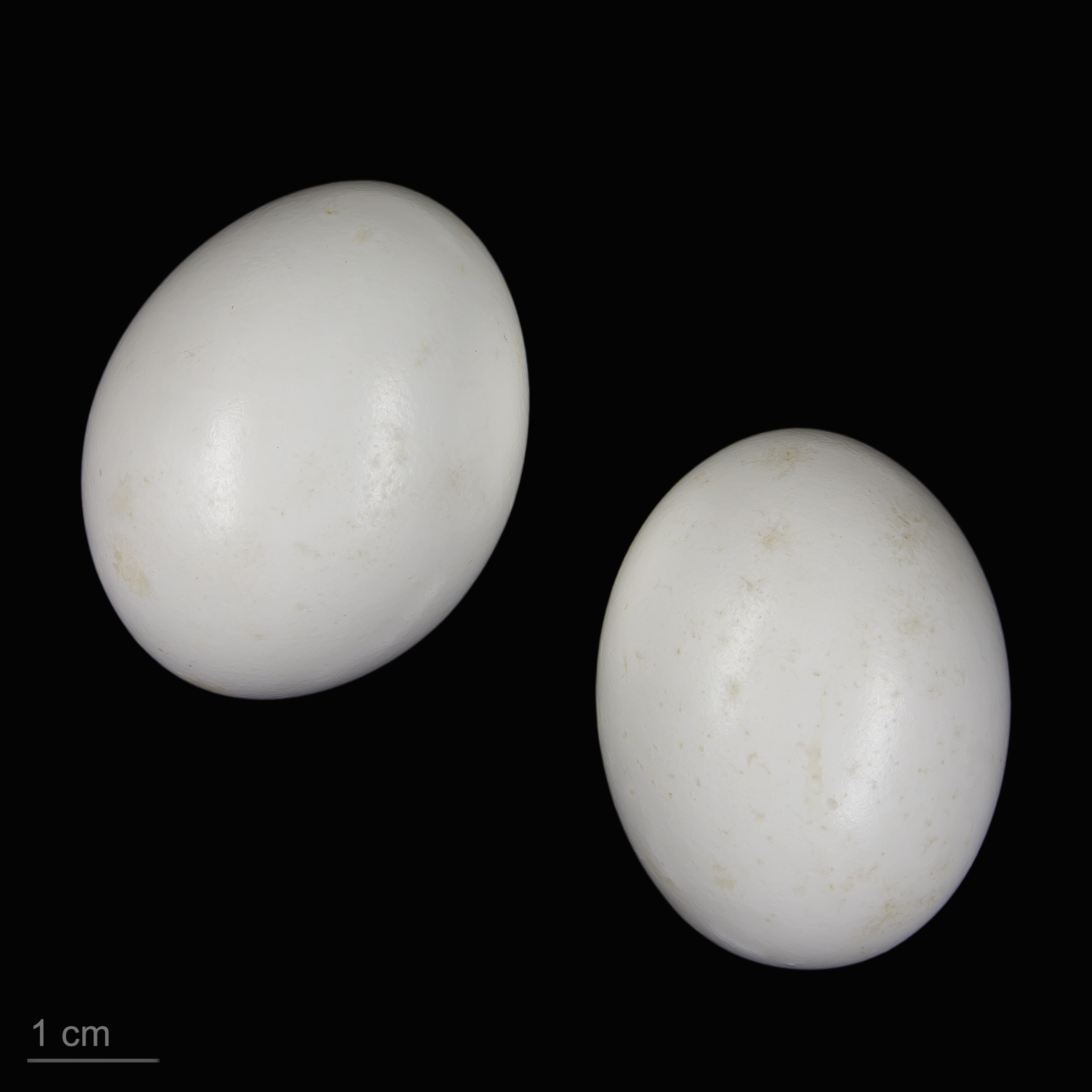
Columba livia

I colombi domestici costituiscono razze di una specie non migratrice, capace di orientarsi egregiamente per ritrovare la propria colombaia nonostante copra un grande raggio d'azione: ciò le ha permesso di essere addomesticata (questa qualità è stata migliorata tramite un'accurata selezione ad opera degli allevatori).
Nell'antichità il piccione viaggiatore veniva costantemente utilizzato per trasportare messaggi in assenza di tecnologie alternative.
L'importanza di questi animali è diminuita con l'utilizzo del telegrafo e delle moderne tecniche di comunicazione, tuttavia l'uomo mai ha smesso di allevarli per passione e per lo studio delle loro capacità di orientamento a opera dei ricercatori universitari nonché, più comunemente, per cibarsene. Vengono anche usati dall'uomo nella caccia al colombaccio come richiamo.
Le capacità di volo di un piccione sono notevoli: in condizioni di tempo ottimale può percorrere anche 800 km ad una media di 70 km/h per ritornare alla colombaia o piccionaia di origine a cui rimane legato per tutta la vita.

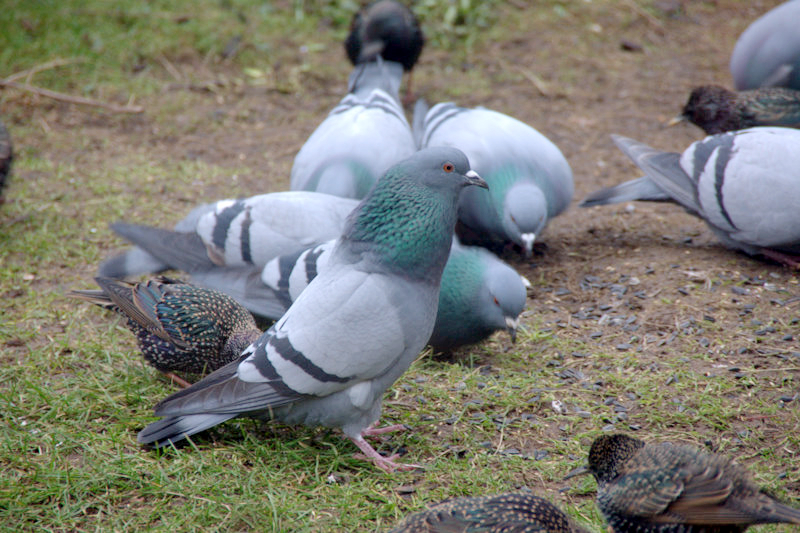
Piccioni in compagnia

I piccioni, inoltre, vennero anche utilizzati per scattare fotografie aeree (da qui il termine piccioni fotografi) sin dall'Ottocento.

## Gastronomia
I piccioni allevati per la carne sono generalmente definiti "razze da carne" o "razze utili". Il termine "piccione" può riferirsi sia ai giovani uccelli che alla carne che se ne ricava. Questi uccelli raggiungono dimensioni molto grandi nel nido prima che siano in grado di volare; durante questa fase di sviluppo sono spesso più grassi e considerati più saporiti degli adulti infatti in tale fase sono apprezzati come alimento. Nel Neolitico e nelle prime comunità agricole costituivano una fonte facile e affidabile di proteine, poiché necessitavano solo di cereali e acqua, che si procuravano autonomamente, per entrare in condizioni riproduttive.
La carne di piccione, sia quella dei piccioni giovani che quella degli uccelli adulti, è ancora una fonte di proteine per le persone in tutto il mondo. Le razze di piccioni allevati per la loro carne durante l'età adulta sono collettivamente note come piccioni utili. Per la produzione commerciale di carne è stata sviluppata una razza di grande piccione bianco ossia il piccione reale mediante allevamento selettivo.
Sono tante le specialità e pietanze preparate con carne di piccione: tra queste rientrano sopa coada, torresano e pastilla.